# Monteagudo del Castillo
Monteagudo del Castillo ist ein Ort und eine Gemeinde (municipio) mit 43 Einwohnern (Stand: 2024) im Zentrum der Provinz Teruel in der Autonomen Region Aragonien im östlichen Zentralspanien.

## Lage und Klima
Monteagudo del Castillo liegt im Süden des Iberischen Gebirges etwa 30 km (Fahrtstrecke) ostnordöstlich der Stadt Teruel in einer Höhe von ca. 1450 m. Das Klima ist gemäßigt bis warm; Regen (ca. 535 mm/Jahr) fällt übers Jahr verteilt.

## Bevölkerungsentwicklung
| Jahr      | 1970 | 1981 | 1991 | 2001 | 2011 | 2021 |
| Einwohner | 198  | 110  | 87   | 67   | 67   | 51   |

Die Mechanisierung der Landwirtschaft sowie die Aufgabe bäuerlicher Kleinbetriebe und der daraus resultierende Verlust an Arbeitsplätzen haben in der zweiten Hälfte des 20. Jahrhunderts zu einem deutlichen Bevölkerungsrückgang (Landflucht) geführt.

## Sehenswürdigkeiten
- Kirche Mariä Engeln (Iglesia de Nuestra Señora de los Ángeles), erbaut im 16. Jahrhundert
- Marienkapelle, 18. Jahrhundert[4]

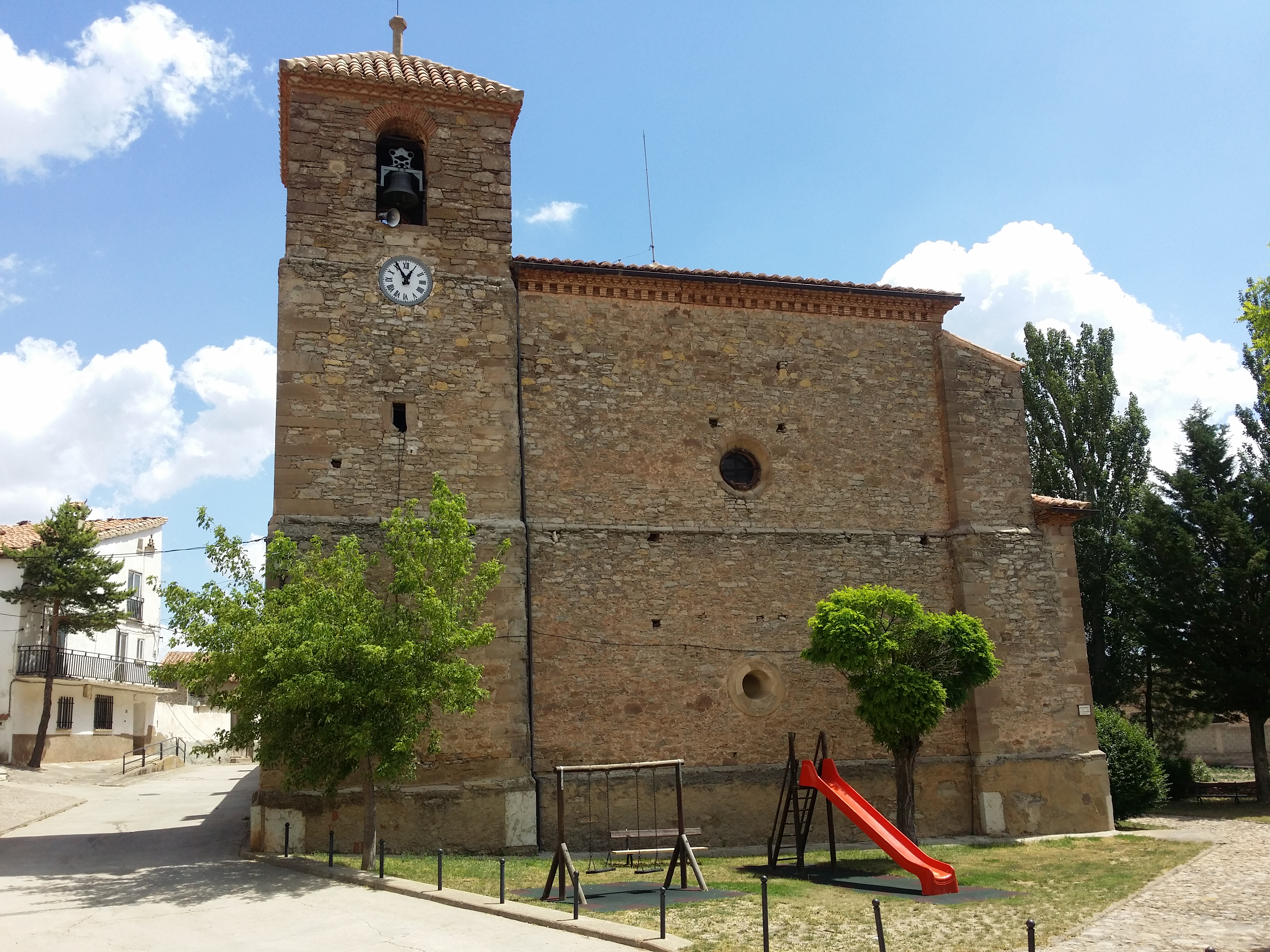
Kirche Mariä Engeln
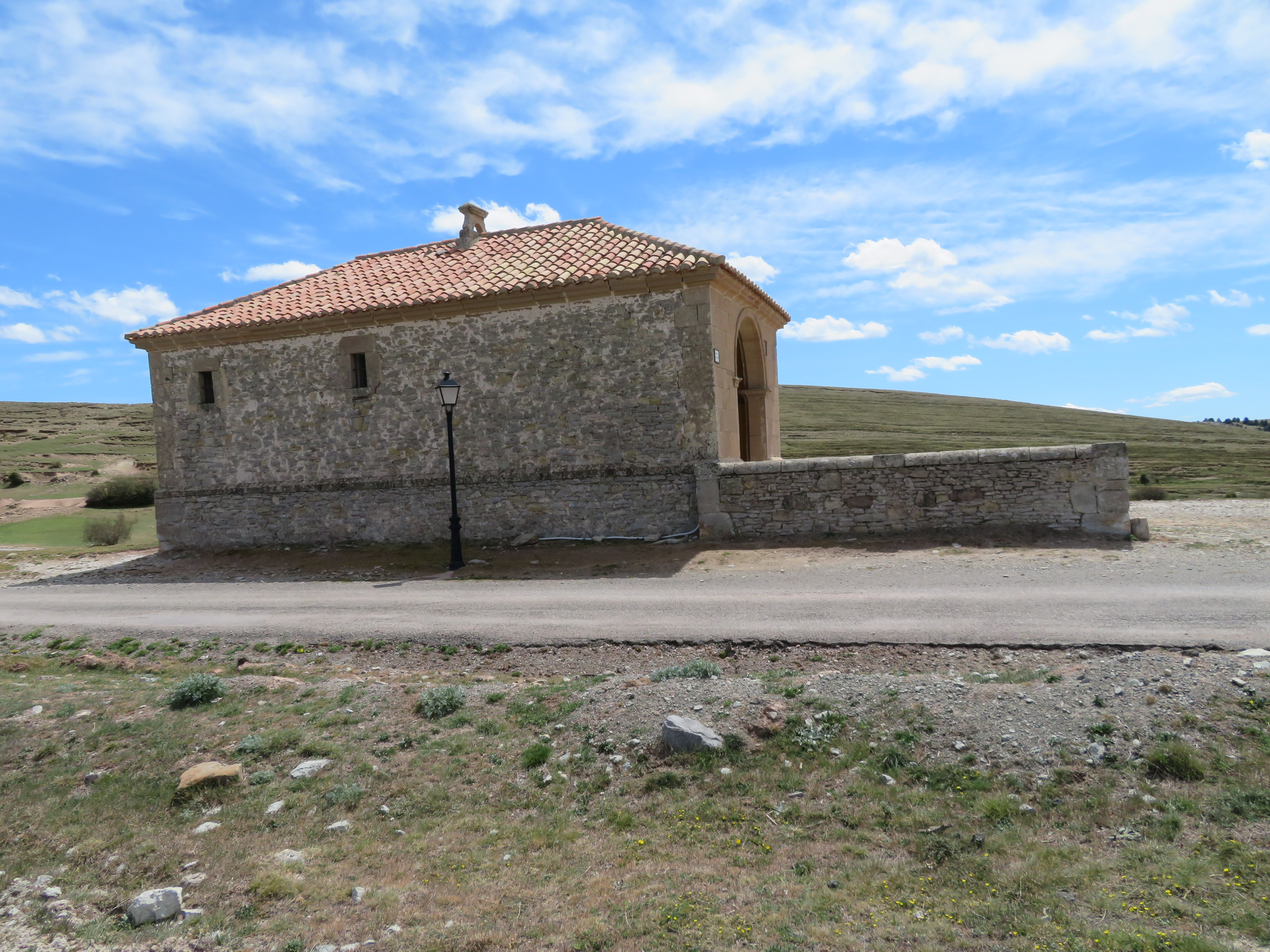
Marienkapelle
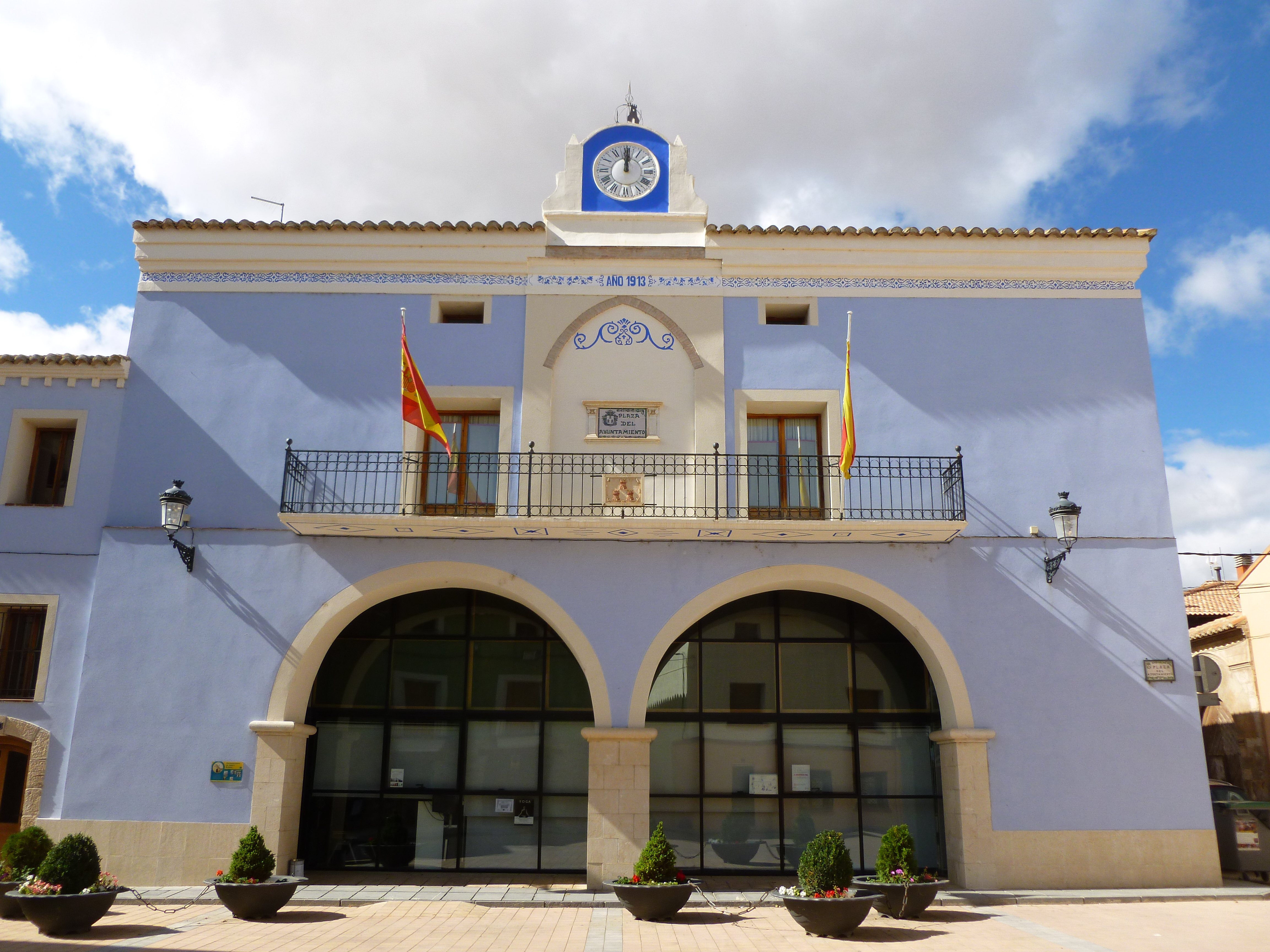
Rathaus